# Torestorps landskommun
Torestorps landskommun var en tidigare kommun i dåvarande Älvsborgs län.

## Administrativ historik
Kommunen inrättades i Torestorps socken i Marks härad i Västergötland när 1862 års kommunalförordningar trädde i kraft. Vid kommunreformen 1952 uppgick den i Svansjö landskommun som 1971 gick upp i nybildade Marks kommun.

## Politik

### Mandatfördelning i Torestorps landskommun 1938-1946
| 1 | 12 | 5 |

| 17 |

| 14 | 6 |

| 17 | 3 |

| 4 | 12 | 4 |

| 19 |